# وسط البرازيل (فلم)
وسط البرازيل (بالبرتغالية: Central Do Brasil) هو فيلم دراما، من إخراج والتر سالس، وقد أٌصدر الفيلم سنة 1998.
مع هذا الفيلم، فاز المخرج والتر بجائزة الدب الذهبي في برلين، حيث تمكن من اقتحام عالمي السينما العامة والسينما الوثائقية. بينما فازت الممثلة الرئيسية _البطلة_ في هذا الفيلم فرناندا مونتينيغرو بحائزة أفضل ممثلة.

## ملخص الفيلم

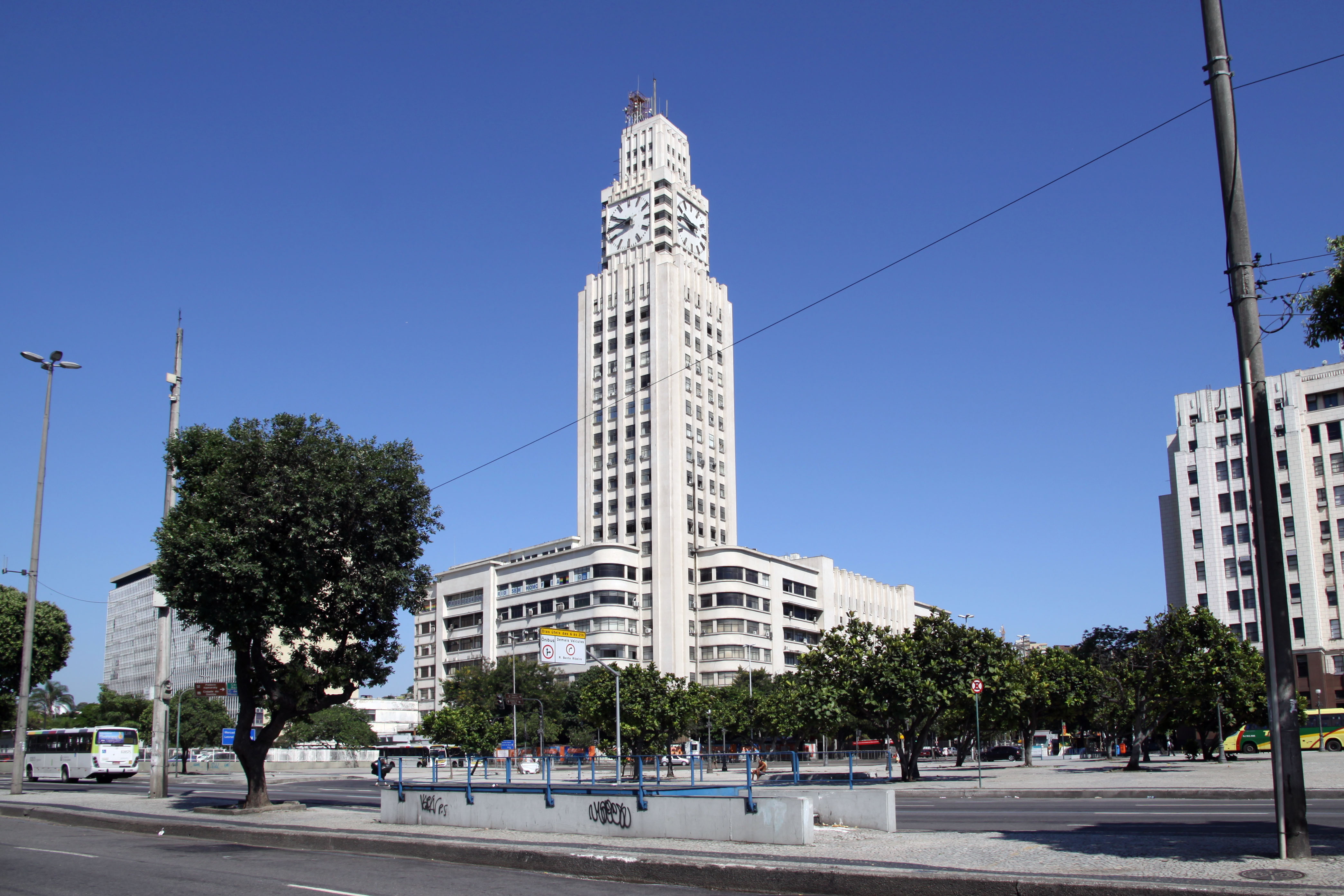
أحد أشهر وأهم المعالم في البرازيل

دورا هي مستشارة مساعدة، حيث تعمل في المحطة الرئيسية لمدينة ريو دي جانيرو، يقوم عملها على كتابة الرسائل للأشخاص الأميين الذين لا يجيدون القراءة أو الكتابة، كانت تعمل بدوام كامل مع زبنائها؛ وفي بعض الأحيان لم تكن تقرأ على زبنائها بعضا من الرسائل التي تصلهم لسبب معين، بل كانت تكتفي بتمزيقها ووضعها في سلة المهملات.
جوسي هو طفل فقير يبلغ من العمر 9 سنوات، لم يسبق له أن تعرف على والده لكنه يتمنى أن يحقق هذا يوما ما، كانت والدته تٌرسل رسائل لوالده بواسطة دورا؛ طالبة منه أن يعود في القريب العاجل من أجل رؤية ابنه، لكن وللأسف تموت لاحقا والدة جوسيبسبب حادثة حافلة؛ ليتشرد الطفل بعد ذلك، لكن دورا تحاول إنقاذه من خلال حثها عائلة عقيمة على تبنيه، وبالفعل هذا ما حصل، لكن ابنة عمها وصديقتها إيرين تحس بمأساة هذا الطفل وتعود للبحث عنه من جديد.
كانت دورا تعتقد أنها ستكون مسؤولة عن الطفل طوال حياتها، لكنها تقرر فجأة السفر حتى نورديست من أجل العثور على منزل والده وتسليم ابنه له للعيش تحت أحضانه.

## ردود الفعل
عموما، فقد لقي هذا الوثائقي الخيالي نجاحا ملحوظا، حيث ناقش الفيلم العديد من القضايا الاجتماعية المهمة على غرار الأمية، الأطفال المتخلى عنهم، العنف وغيرها من القضايا التي تهم كل المجتمعات وتخص المجتمع البرازيلي.
طرح الفيلم سؤالا مهما بخصوص الأطفال المتخلى عنهم، أو بالأحرى الذين لا يملكون هوية، وماذا سيكون مصيرهم؟ ثم ناقش سؤلا آخر شبيه بالأول، وهو التخلي عن الهوية، والسبب يتحمله اثنين لا ثالث لهما، فالأول هو الخسارة والشعور بالفقدان عندما تجد والدك مختلفا تماما بل عكس تلك الصورة المثالية التي كنت تتصورها، في حين أن السبب الثاني هو طبيعة المجتمع البرازيلي من عنف، سرقة ونهب خاصة في مناطق محددة على غرار ريو دي جانيرو، وبين هذه الازدواجية يفقد الشخص هويته التي كانت تميزه في وقت سابق.

## بطاقة تقنية
- العنوان: Centra Do Brasil
- المخرج: والتر سالس
- الإنتاج: فيديو فيلمز
- كاتب السيناريو: ماركوس برنشتاين وجاو إيمانويل كارنييرو
- المصور: والتر كارفالو
- الموسيقى: أنتونيو بينتو
- تاريخ الإصدار: 2 ديسمبر 1998
- البلد:  البرازيل،  فرنسا
- الشكل:
- اللغة: البرتغالية
- المدة: 113 دقيقة

## طاقم الممثلين
| اسم الممثل          | الاسم الأصلي         | الدور                                                                                        |
| ------------------- | -------------------- | -------------------------------------------------------------------------------------------- |
| فرناندا مونتنيغرو   | Fernanda Montinigro  | اسمها إزادورا، لكنها تلقب اختصارا ب دورا. عاملة سابقة، ثم تصبح بعد ذلك كاتبة عمومية          |
| فينيشيش دي أوليفيرا | Vinìcius De Oliviera | يدعى جوزي، وهو طفل صغير شهد على حادثة فضيعة، حيث ماتت والدته أمام عينيه بعد أن دهستها لحافلة |
| ماريا بيرا          | Marìlia pêra         | إرين وهي الصديقة المقربة وابنة خالة دورا                                                     |
| سولا ليرا           | Sola Lira            | آنا فونتونولي والدة دورا                                                                     |
| أوتون باستوس        | Othon Bastos         | سيزار                                                                                        |
| أوتافيو أوغوستو     | Otávio Augosto       | بيدرو                                                                                        |
| ستيلا فريتاس        | Steila Freitas       | يولاندا                                                                                      |
| كايو جونكيرا        | Caio Junqueira       | موازيس                                                                                       |
| سوكورو نوبر         | Socorro Nobre        | زبون دورا في ريو دي جانيرو                                                                   |
| جيديون روزا         | Gideon Rosa          | جيسي، والد عائلة بوم جيسيس                                                                   |
| ماريا مينيز         | Maria Menezes        | الموظفة                                                                                      |
| ريتا أسيماني        | Rita Assemany        | ماريا زوجة جيسي                                                                              |
| مارسيلو كارنيارو    | Marcelo Carniero     | السارق                                                                                       |

## الترشيحات والجوائز
| الجائزة                         | المهرجان                                 | المكان           | السنة |
| ------------------------------- | ---------------------------------------- | ---------------- | ----- |
| أفضل فيلم أجنبي                 | -                                        | الولايات المتحدة | 1999  |
| القناة الذهبية                  | الأكاديمية الدولية للصحافة               | الولايات المتحدة | 1999  |
| جائزة «سينما 100»               | (مهرحان ساندانص)                         | الولايات المتحدة | 1998  |
| الدب الذهبي (أفضل فيلم)         | مهرجان السينما في برلين                  | ألمانيا          | 1998  |
| الدب الفضي (أفضل ممثلة)         | مهرجان السينما في برلين                  | ألمانيا          | 1998  |
| جائزة الجمهور                   | مهرجان السينما في سان سباستيان           | إسبانيا          | 1998  |
| جائزة الشباب                    | مهرجان السينما في سان سباستيان           | إسبانيا          | 1998  |
| كاميرا الذهب                    | مرهجان الإخوة ماناكي                     | مقدونيا          | 1998  |
| جائزة الجمهور                   | المهرجان الدولي للسينما في شارلات        | فرنسا            | 1998  |
| جائزة النقد (أفضل ممثلة)        | المهرجان الدولي للسينما في فورت لودريدال | الولايات المتحدة | 1998  |
| جائزة أفضل فيلم أجنبي           | مؤسسة أمريكا الشمالية للنقد السينمائي    | الولايات المتحدة | 1998  |
| جائزة الحكام الخاصة (أفضل فيلم) | المهرجان الدولي للسينما في هافان         | كوبا             | 1998  |
| أفضل ممثل صاعد                  | المهرجان الدولي للسينما في هافان         | كوبا             | 1998  |
| أفضل ممثلة للسنة                | مؤسسة النقد في لوس أنجلوس                | الولايات المتحدة | 1998  |
| جائزة وزارة الثقافة             | -                                        | البرازيل         | 1998  |

## روابط خارجية
- مقالات تستعمل روابط فنية بلا صلة مع ويكي بيانات